# Aenasiella australia
Aenasiella australia är en stekelart som beskrevs av Girault 1917. Aenasiella australia ingår i släktet Aenasiella och familjen sköldlussteklar. Inga underarter finns listade i Catalogue of Life.